# John Miles junior
John Miles Junior (* um 1974 in London) ist ein englischer Musiker, Gitarrist und Songwriter. Sein Vater war der Musiker John Miles Sr. Von 2009 bis 2013 war Miles Jr. Mitglied der belgischen Dance-Formation Sylver und gehört dieser auch seit deren Wiedervereinigung 2016 erneut an.

## Leben
Von 1993 bis 1994 studierte Miles in England Popmusik am Newcastle College of Music. In den folgenden zwei Jahren spielte er als Gitarrist bei Night of the Proms. Dabei arbeitete er mit bekannten Popmusikern zusammen, darunter u. a. Debbie Harry, Bryan Ferry und Joe Cocker. 1995 arbeitete Miles mit dem britischen Schauspieler und Sänger Jimmy Nail zusammen, als Gitarrist spielte er mit ihm das Album Crocodile Shoes II ein. 1996 arbeitete er für „Andrea Bocelli & Friends“, von 1996 bis 1997 auch für Tony Hadley (Spandau Ballet).
Nach seinem Beitritt 1997 zur belgischen Dance-Formation Milk Inc. schrieb Miles an den Songs mit und stand bei Auftritten als Gitarrist auf der Bühne. Mit der ersten Single nach seinem Beitritt In My Eyes kam der kommerzielle Erfolg zurück, der nach dem Song La Vache ausgeblieben war. Das war zum Teil Miles’ Verdienst, dessen Einfluss als Songschreiber sich auf den Stil der Musik auswirkte. In Kombination mit der Stimme von Ann Vervoort wurden alle veröffentlichten Songs während seiner Zeit bei Milk Inc. in Belgien zu Top-10-Hits. Während seiner Zeit bei Milk Inc. entstand eine Zusammenarbeit der Band mit Tony Hadley. Zwei Singles wurden veröffentlicht, an denen Miles als Songwriter und Gitarrist beteiligt war: Will U Take Me (2000) und Sweet Surrender (2002). 2001 trat Miles bei Milk Inc. aus, begleitete die Band ab 2006 jedoch wieder bei großen Live-Konzerten als Gitarrist.
2005 lernte Miles den Schlagzeuger Simon Ferry kennen. Zusammen mit ihm gründete er die Rock-’n’-Roll-Band The Urge. Wenig später wurden Jonathan Boyle als Sänger und Neil Harland als Bassist verpflichtet. Nach Fertigstellung des Debütalbums „Lunch at the Lady Garden“ im Jahr 2007 tourte die Band aus Newcastle bis 2008 u. a. als Vorgruppe von The Hooters, SAGA und Gary Moore durch Deutschland, die Niederlande und die Schweiz.
Seit 2009 war John Miles Jr. der Gitarrist, sowie Songwriter und Co-Produzent der international erfolgreichen belgischen Dance-Formation Sylver. Die erste veröffentlichte Single Foreign Affair mit ihm als Bandmitglied enterte die flämischen Charts direkt auf Rang 3. Seither feierten Sylver in ihrer Heimat die größten Erfolge seit ihrem musikalischen Debüt im Jahr 2000. Das Greatest Hits-Album Decade - The Very Best of Sylver schaffte am 27. März 2010 sogar den Sprung auf Rang 1 der belgischen Albumcharts. Er blieb bis zur Auflösung (2013) Mitglied der Formation.
2022 wirkte er bei Night of the Proms mit und spielte den Titel Music.

## Diskografie
Medien, an denen John Miles als Gitarrist beteiligt war.

### Alben
- 1996: Jimmy Nail – Crocodile Shoes II
- 1999: Milk Inc. – Apocalypse Cow
- 2000: Milk Inc. – Land Of The Living
- 2001: Milk Inc. – Double Cream
- 2007: The Urge – Lunch at the Lady Garden
- 2009: Sylver – Sacrifice
- 2010: Sylver – Decade (The Very Best Of Sylver)
- 2013: Mark with a K – The Next Level

### DVDs
- 2006: Milk Inc. Supersized Live at Sportpaleis
- 2007: BandStand 2006 – Teenage Cancer Trust at at the Sage Gateshead
- 2007: Milk Inc. Live – Het beste uit Supersized 2
- 2007: The Urge – Lunch at the Lady Garden Live in Munich
- 2008: Milk Inc. – Forever Live at Sportpaleis